# Siderops kehli
Siderops kehli (лат.) (от др.-греч. σίδηρος «железо» и ὄψις «внешний вид») — вымерший вид темноспондильных амфибий из надсемейства Brachyopoidea, обитавших в раннем юрском периоде на территории Квинсленда (Австралия). Известен по почти полному скелету, обнаруженному в породе, содержащей железную руду. Поэтому амфибии было дано такое имя. На момент открытия был одним из самых известных лабиринтодонтов. До открытия Koolasuchus был самым поздним из открытых темноспондилов.

## Описание
Siderops — крупное животное с черепом до 50 см в длину, общая длина — до 3 метров.